# Nuno André Ferreira
Nuno André Ferreira (Leiria, 1979) é um fotojornalista português que venceu um prémio na edição de 2021 do World Press Photo.

## Biografia
Natural de Leiria, Ferreira é licenciado em Ciências da Informação pelo Instituto Superior Miguel Torga de Coimbra e iniciou a sua carreira como fotógrafo no gabinete de imprensa da Câmara Municipal de Leiria.
Em agosto de 2006, mudou-se para Viseu e desde então colabora com o grupo Medialivre, onde publica nas suas diversas publicações entre as quais o Correio da Manhã, Sábado, Record, Jornal de Negócios e CMtv. Trabalhou com o Jornal do Centro entre 2006 e 2012 e colabora com a Agência Lusa desde 2009.
O seu trabalho recebeu vários prémios onde se destacam o Prémio de Fotografia do Ano da Alliance of Mediterranean News Agencies (AMAN), em 2014, e o Prémio Internacional de Jornalismo Rey de España, em 2019. Em 2021, é um dos premiados pelo concurso World Press Photo.